# Étude de nus et de tête
Étude de nus et de tête est un dessin à la sanguine réalisé par l'artiste de la Renaissance italienne Raphaël en 1515, conservé à l'Albertina (musée).

## Histoire
Selon Giorgio Vasari, Albrecht Dürer a échangé des œuvres à plusieurs reprises avec Raphaël, en témoignage de l'admiration que chacun portait à l'autre. Il lui a ainsi adressé un autoportrait peint sur toile, aujourd'hui disparu, que Vasari dit avoir vu à Mantoue. En réponse, Raphaël lui a fait parvenir « plusieurs dessins ». 
Ce dessin à la sanguine conservé à l'Albertina, daté de 1515, constitue l'unique trace matérielle de ces échanges. Le choix de cette esquisse ne doit rien au hasard : l'homme au premier plan, vu de dos et tendant son bras droit, rappelle un motif particulièrement apprécié par Dürer, que l'on retrouve dans sa Décollation de Jean Baptiste de 1510 et dans l'Ecce Homo de sa Petite Passion sur bois gravé en 1509. En outre, les deux nus masculins de Raphaël entrent en résonance avec les recherches de Dürer sur les proportions idéales.
En choisissant ce dessin, Raphaël aurait ainsi pu chercher, non seulement à montrer son talent, mais aussi à rendre hommage à l'art de son destinataire.

## Analyse
La silhouette représentée de dos évoque par certains aspects celle de l'Adam de Dürer dans son Adam et Ève de 1504, les deux nus tenant de l'Apollon du Belvédère.